# Seggauberg
Seggauberg là một đô thị thuộc huyện Leibnitz trong bang Steiermark, nước Áo. Đô thị Seggauberg có diện tích 11,02 km², dân số cuối năm 2005 là 360 người.